# Libri feudorum

Baldo degli Ubaldi, In usus feudorum commentaria, 1580

I Libri feudorum sono una compilazione di diritto feudale. L'opera intese raccogliere le varie regole che governavano il rapporto tra signore e vassallo in epoca medievale. I capitoli più importanti dei Libri feudorum furono scritti dal giurista pavese Ugo da Gambolò.
Il diritto feudale, con formazione prevalentemente consuetudinaria, venne raccolto attraverso decisioni e pareri espressi in sede giudiziaria, e intorno al XII secolo, formando un insieme di regole e di principi che Oberto Dall'Orto, giudice e più volte console di Milano, trascrisse in un unico testo, che inviò in due epistole al figlio Anselmo, studioso di diritto a Bologna: le consuetudines feudorum: un testo che espone in modo preciso le principali consuetudini feudali. 
I Libri feudorum sono una raffinata rappresentazione dell'immenso lavoro che i giuristi del XIII secolo avevano svolto per cercare di consolidare l'elemento senz'ombra di dubbio più aleatorio del feudo, il beneficium. Notevole è l'impegno nel cercare di ricondurlo a un diritto reale (già Oberto nelle sue lettere lo assimilerà ad un 'quasi usufrutto'). A testimonianza di ciò può ricordarsi come l'investitura, ovvero l'atto di assegnazione del beneficio, divenne, in alcune zone d'Italia, un vero e proprio contratto agrario assimilato all'enfiteusi. Questi dati, diffusamente raccolti nei Libri, non fanno altro che corroborare ulteriormente quella concezione per cui il feudo italiano ancorò le sue basi sulla proprietà terriera, a differenza di altre zone d'Europa. 
Queste, glossate nel '200, soprattutto da Pillio da Medicina, giurista del XIII secolo, professore a Bologna e a Modena, assunsero denominazione di libri feudorum ed entrarono nel quinto volume dei libri legali in appendice alle Novelle come vero e proprio testo normativo di riferimento del diritto feudale europeo.  Numerosi i riferimenti diretti e indiretti nei Libri Feudorum ad alcune costituzioni imperiali, in particolare all'Edictum de beneficiis, ricchi di regole nate nella prassi. 
Siamo al culmine del dualismo tra diritto romano e diritto feudale, a volte risolto da teorie come il dominio diviso: con riferimento al beneficio e sulla base del principio già espresso del feudo come diritto reale, questa teoria impiegava gli strumenti romanistici per rendere concreta la tutela dei diritti autonomi del vassallo sul proprio beneficio.